# Nenad Milijaš
Nenad Milijaš (født 30. april 1983 i Beograd, Jugoslavien) er en serbisk fodboldspiller, der spiller som midtbanespiller hos den serbiske ligaklub Røde Stjerne. Han har spillet for klubben siden august 2012. Tidligere har han spillet for FK Zemun i sit hjemmeland og Wolverhampton Wanderers.
Med Røde Stjerne har Milijaš været med til at vinde to serbiske mesterskaber og to pokaltitler.

## Landshold
Milijaš nåede i sin tid som landsholdspiller (2008-2011) at spille 25 kampe og score 4 mål for Serbiens landshold, som han debuterede for den 6. september 2008 i en VM-kvalifikationskamp mod Færøerne.

## Titler
Serbiske Liga
- 2006 og 2007 med Røde Stjerne

Serbiske Pokalturnering
- 2006 og 2007 med Røde Stjerne